# 王執明
王執明（1931年?月?日—2020年3月24日），黑龍江省綏化縣人，台灣女地質學家，也是台灣第首位女地質學家，曾親身深入中央山脈、花東縱谷和太魯閣實地勘查，為台灣的地質學建立第一手資料。曾任考試委員、中國地質學會理事長、台大地質科學系教授。

## 生平
1931 年，王執明生於東北黑龍江，1941 年和母親從北京逃難到四川，一路雖然顛沛流離，但王執明日後受訪時總是提起這段經歷，認為那段回憶種下了她日後對山和石頭熱愛的根源。
高二那年和家人來到台灣，在台中二中讀書時對地質學發生了興趣，後考取臺灣大學地質系。畢業後與歷史學家李國祁結婚，1959年到美國佛羅里達州立大學讀地質研究所，1961年取得碩士學位後，到德國陪伴在當地唸書的丈夫，期間於德國波鴻魯爾大學礦物研究所攻讀博士學位，為配合夫婿的返台時間，王執明僅花兩年半就取得了博士學位。
另於1984年至1990年間，擔任中華民國第7、8屆考試委員。

## 研究與貢獻
返台後，王執明進入台大地質系任教，曾任系主任及所長，1969 年到 1990 年執教鞭期間，親自引領學生上山下谷，取得岩石及田野調查的第一手資料，尤其多次深入中央山脈、花東縱谷實地勘查岩層結構。王執明也潛心推廣地質科學，除編譯國高中地球科學教科書外，還成立地球科學文教基金會，興辦活動，推廣地質知識。
1987 年，王執明為紀念父親王漢倬，捐贈設立「王漢倬」論文獎，以表彰地質科學論文表現優異者。

## 著作
太魯閣國家公園立霧溪峽谷岩性及岩石成因研究 （页面存档备份，存于）